# Antifascisti nella legione straniera francese
(Pietro Ramella)
Gli antifascisti nella legione straniera francese furono quegli oppositori al fascismo che si arruolarono nel corpo militare della legione straniera francese confluendovi, sia prima, che durante il secondo conflitto mondiale. Tra di loro vi erano sia bande partigiane che rimasero distaccate dalla loro brigata per motivi bellici, che gruppi o singoli antifascisti.
A causa delle notizie frammentarie diffuse in numerosi testi, sono pochi gli scritti in merito. Gli storici che si sono interessati maggiormente al fenomeno sono Pietro Ramella ed Eric Gobetti. Il momento più importante e significativo fu il periodo della Retirada, ovvero l'esodo di antifascisti spagnoli dopo la sconfitta subita nella Guerra di Spagna.

## Contesto storico
Il fenomeno dei reduci antifascisti confluiti nella Legione straniera assunse grande rilevanza subito dopo la guerra civile spagnola, allorquando un consistente numero di miliziani spagnoli e di altre nazionalità, precedentemente inquadrati nell'esercito repubblicano, espatriarono in Francia. L'arruolamento nella Legione Straniera fu l'unica alternativa che venne data a loro dalle autorità francesi, che videro riversarsi nel loro paese, attraverso le frontiere, circa cinquecentomila profughi fra militari e civili.
Alcuni miliziani accettarono di buon grado la proposta, dato che gli consentiva di ritornare a combattere contro l'antico nemico fascista. Gran parte di costoro erano anarchici o appartenenti a formazioni comuniste ma non filo moscovite. Questi antifascisti, trovandosi in tal modo nell'impossibilità di confluire in organizzazioni marxiste-leniniste di osservanza sovietica preferirono arruolarsi nella Legione Straniera.
Non mancarono i casi di antifascisti italiani che entrarono nella Legione o ebbero contatti con essa nel corso della seconda guerra mondiale, come pure, nell'immediato secondo dopoguerra, confluirono nelle formazioni legionarie anche criminali di guerra nazi-fascisti che si erano dati alla fuga. I dirigenti della Legione non si curavano infatti del passato degli aspiranti legionari. Emblematico a questo proposito fu il caso del celebre gerarca fascista Giuseppe Bottai, che si arruolò nella Legione nell'aprile del 1944 ed andò a combattere contro i tedeschi.
Ci sono testimonianze anche di ex legionari o di legionari rimasti isolati dopo la battaglia di Montecassino, che si unirono alle formazioni partigiane. Gli "spagnoli", in considerazione della propria consistenza numerica, della capacità autonoma di combattimento, della solidarietà di gruppo, pur essendo inquadrati nella Legione Straniera, tendenzialmente furono riuniti in reggimenti autonomi con una notevole libertà d'azione. Generalmente veniva loro richiesto il raggiungimento di obiettivi predeterminati, avvalendosi delle tattiche e dei metodi da loro ritenuti più congeniali ed in linea con le passate esperienze militari nell'esercito repubblicano. La storia dimostrò in seguito la validità di tale strategia.

## Gli antifascisti dopo la guerra civile spagnola
figli della Spagna immortale,

e nei giorni più duri della nostra guerra,

quando la capitale della Repubblica spagnola era minacciata,

foste voi, valorosi compagni delle Brigate Internazionali,

che contribuiste a salvarla con il vostro entusiasmo combattivo,

il vostro eroismo e il vostro spirito di sacrificio".
Dolores Ibárruri
La parola Retirada per gli storici indica il periodo, fra fine gennaio e inizio febbraio del 1939, in cui circa cinquecentomila profughi spagnoli, fra miliziani antifascisti, vecchi, donne e bambini, varcarono la frontiera della Francia, sconfitti dai fascisti di Francisco Franco.
Nella primavera del 1940 un altro ridotto contingente di profughi raggiunse la Francia valicando a piedi i Pirenei o mediante imbarcazioni di fortuna, dopo la definitiva occupazione da parte dei franchisti delle ultime regioni restate in mano repubblicana (Valencia, Murcia e gran parte di Castilla la Nueva).
È in questo contesto storico che va inquadrato l'ingresso nella Legione straniera di antifascisti, di diversa esperienza ed estrazione politica, desiderosi di proseguire la lotta contro il fascismo, fra cui Umberto Marzocchi, il colonnello anarchico. L'offensiva franchista in Catalogna, fra il dicembre 1938 e il gennaio 1939 e la capitolazione di Madrid, nel mese di marzo del 1939, avevano distrutto in Spagna le ultime speranze di resistenza armata al fascismo. Sempre nel 1939, il Patto Molotov-Ribbentrop, pur se di breve durata, avrebbe dilaniato, nell'immediato e nei mesi immediatamente successivi, non solo le coscienze di coloro che in Italia sarebbero confluiti nella Resistenza, ma anche, e soprattutto, quelle degli appartenenti al Fronte Antifascista spagnolo, già indebolito durante la guerra di Spagna dagli interventi di gruppi di comunisti filo-moscoviti, a danno sia delle organizzazioni anarchiche che del POUM.
La Retirada ebbe inizio quando le truppe antifranchiste rimasero prive di armamento pesante e quando Franco, astutamente, diede luogo ad azioni terroristiche che coinvolgevano i civili, che, grazie alla loro crudeltà ed efficacia, tagliavano il retroterra logistico e di appoggio ai miliziani antifascisti. Questi terribili momenti furono descritti dall'ebreo antifascista Arthur Koestler, rifugiatosi nella Legione Straniera, nel suo libro Dialogo con la morte.
Ma Koestler non fu il solo a lasciarci tali testimonianze. Sulle sue posizioni si schierarono anche personalità della cultura cattolica quali Jacques Maritain e Georges Bernanos.
Gli antifascisti presero la strada dei valichi di frontiera con la Francia, attraversando montagne di oltre 2.500 metri. Insieme ai civili transitarono 250 000 miliziani provenienti dalla Catalogna. Chiusero la retirada gli anarchici appartenenti alla 26ª divisione Durruti.
In Francia i reduci antifascisti non furono ben accolti per diverse ragioni: le guardie di confine, in gran parte provenienti dalla colonie, non avevano ordini precisi, e talvolta, dopo esser stati trattati come delinquenti comuni, venivano depredati di quanto avevano portato con loro per la sussistenza. I dati riportati dal libro Storia della guerra civile spagnola di Hugh Thomas sono, per quanto riguarda l'esodo verso la Francia, i seguenti: 170 000 fra donne e bambini con 70 000 civili e 250 000 militari, fra i quali 10 000 gravemente feriti.
Altre fonti ufficiali convergono sull'attendibilità di tali dati. Questi vengono ammassati a trascorrere l'inverno in campi di concentramento in prossimità dei Pirenei, al freddo e senza l'attrezzatura di sopravvivenza indispensabile.
Hugh Thomas, barone di Swynnerton è un notissimo storico britannico che lavorò in gran parte sugli avvenimenti della guerra di Spagna.
In quel periodo morì Antonio Machado a Collioure. Solo nel 1958 gli venne costruita una tomba. Rimasto fino all'ultimo a combattere nella zona di Barcellona contro i fascisti di Franco, era fuggito in Francia nel gennaio 1939 con la famiglia.
L'entrata dei reduci creò una complessa situazione politica e diplomatica. Le autorità francesi imposero una scelta ben precisa ai reduci antifascisti abili: tornare in Spagna o arruolarsi nella legione straniera.
Il numero dei rientri in Spagna oscillò, a seconda delle fonti, fra i 75 000 e i 280 000. Molti vennero massacrati al ritorno nella madrepatria, altri rimasero in prossimità del confine pirenaico per far la spola avanti ed indietro ed effettuare attacchi, allo stile commando, contro i fascisti franchisti ed i Carabineros.
Fra questi ultimi vi era anche Quito, l'anarchico gentile, come ricorda Pino Cacucci nel suo libro I Ribelli. Era conosciuto con tale epiteto per la cortesia con cui trattava la gente comune durante le sue missioni. Alla fine morì in combattimento, ed il suo mitra venne conservato come "trofeo" in una stazione di Carabineros. A lui ed a molti come lui si sono forse ispirati gli autori del film E venne il giorno della vendetta. In Francia giornalisti come Léon Daudet, dell'Action Française, e Henri Béraud, del Gringoire, tentarono di attivare una campagna xenofoba contro i "rossi spagnoli", asserendo che il pane in Francia doveva andare ai francesi. In una situazione così difficile la Legione poté costituire non solo una scelta deliberata, ma una via di fuga per i reduci antifascisti, anche se famiglie di privati e organizzazioni di sinistra e cattoliche, con i loro uomini rappresentativi quali l'arcivescovo di Parigi, il presidente della Croce rossa francese, diversi premi Nobel e scrittori di fama si prodigarono per prestare aiuto ai reduci.

## Vicende militari contro i nazifascisti

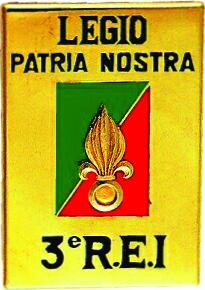
Insegna della legione straniera.

In quel periodo vi erano due legioni straniere, una spagnola, denominata Legione spagnola che giocò un ruolo molto importante nella guerra civile spagnola, schierandosi dal lato dei nazional-franchisti, mentre l'altra era la Legione straniera francese. Quest'ultima, come abbiamo già accennato, accoglierà invece un buon numero di Miliziani Antifascisti, provenienti soprattutto dalla Spagna e formerà anche dei reggimenti specifici agli ordini di Charles de Gaulle, che li utilizzerà contro i nazifascisti. 
All'inizio dell'esodo dei miliziani spagnoli le autorità francesi fecero una distinzione di "pericolosità ideologica". Gli anarchici furono concentrati a Vernet d'Ariège, i membri generici delle brigate internazionali a Gurs, i comunisti e le donne a Rieucros. Successivamente non si fecero più distinzioni, e molti furono inviati nei campi dell'Africa del Nord. Il fragile, fittizio ed infruttuoso (per l'URSS) Patto Molotov-Ribbentrop complicò le relazioni diplomatiche fra le potenze in campo e, dopo lo scoppio della guerra, la rapida disfatta della Francia e il successivo Governo di Vichy in Europa creeranno ancor più confusione.
Ancor prima della capitolazione francese del giugno 1940, la risposta della Legione Straniera, per quanto riguarda gli antifascisti militarmente validi, reduci dalla Spagna, e dei fuoriusciti di diverse nazionalità fu univoca: a costoro fu riservata una ferma particolare che invece di durare, come da regolamento, cinque anni, sarebbe durata fino al termine del conflitto. Per molti antifascisti fu una soluzione. Sarebbero infatti sfuggiti al regime fascista ed alla fame dei campi di concentramento e avrebbero nel contempo potuto combattere, ben armati e rifocillati, il vecchio e odiato nemico nazi-fascista. Tali reggimenti furono denominati "Battaillons de Marche" e inizialmente erano costituiti dal 21º, 22º e 23º reggimento. Il 21º era misto, con miliziani di 57 nazioni, il 22º a maggioranza spagnola ed il 23º era composto solo da spagnoli. In totale il numero complessivo di tali unità ascendeva a 10 000 uomini, per metà circa spagnoli, reclutati in Francia. In Nord Africa vennero invece costituiti l'11º e il 12º reggimento. Il primo contingente di rifugiati antifascisti impiegato in azioni militari fu quello integrato nella 13ª Demi-brigade de la légion étrangère. La 13° Double fu parte integrante del corpo di spedizione anglo-francese inviato in Norvegia per impedire l'avanzata tedesca.
In questo paese i legionari, battendosi con gran valore, isolarono Narvik preservandola dall'avanzata tedesca. Durante la seconda guerra mondiale Narvik fu uno dei campi di battaglia più sanguinosi della Norvegia, data la vicinanza delle miniere svedesi di ferro che serviva all'industria bellica tedesca. L'obiettivo del corpo di spedizione fu pertanto raggiunto. Lo Stato maggiore francese, in considerazione dell'andamento sfavorevole che la guerra stava prendendo in Francia, richiamò in patria il corpo di spedizione, che fu però costretto ad aprirsi la strada attraverso le linee tedesche per poter raggiungere i porti d'imbarco, anch'essi sotto il controllo tedesco. Anche in tal caso il compito assegnato ai miliziani della Legione fu coronato da successo. I reparti dei fuoriusciti antifascisti furono sempre mandati a combattere in prima linea. Su circa 2 100 combattenti appartenenti alla squadra della Legione di Narvik, ne caddero circa 140, con un centinaio di feriti.
Dopo la capitolazione francese nel giugno 1940, parte degli spagnoli aggregati alla Legione vennero inviati, dopo la cattura, nei campi di sterminio. Contraddistinti dal triangolo blu riservato agli apolidi, venivano chiamati "Spanischer Bolschewik". In 4 anni ne vennero deportati quasi 12 000 e meno di 2 000 fecero ritorno. Il loro internamento era ovviamente caldeggiato dalle autorità franchiste. Lo stesso Ramón Serrano Súñer, ministro degli esteri e cognato di Franco si interesserà personalmente di sollecitarlo. Molti reduci antifascisti spagnoli, arruolati nella legione, parteciperanno ancora alla battaglia di Creta, inquadrati nei paracadutisti. Di una brigata originariamente formata da 5 000 uomini ne sopravviveranno 17. Sempre con la Legione saranno presenti allo sbarco in Sicilia e nella Battaglia di Monte Cassino. Tali azioni non furono pubblicizzate come non fu pubblicizzata l'importanza dei goumiers magrebini, fra i quali era arruolato il futuro presidente algerino Ben Bella che, assieme ai legionari, contribuirono alla liberazione della Provenza. Essi fecero inoltre da apripista alla Liberazione di Roma, come si evince dalla testimonianza del montenegrino Frédéric Rossif, legionario, nipote della regina Elena. Costui successivamente diverrà un famoso regista grazie anche al film Morire a Madrid. Da valutazioni degne di fede si può stimare che complessivamente solo un quarto dei miliziani antifascisti arruolati nella legione riuscì a sopravvivere.
Tragico epilogo per molti miliziani antifascisti spagnoli sotto il governo collaborazionista di Pétain, fu la deportazione a Vernet, campo per "hommes dangereux", dove pure era forte la presenza di personalità dell'antifascismo internazionale ed italiano. Coloro che vennero catturati dai tedeschi furono deportati nei campi di sterminio nazionalsocialisti: il campo di Mauthausen verrà soprannominato il campo degli spagnoli. Molti altri, fatti prigionieri in azioni di guerra e/o fuggiti, combatteranno accanto ai maquis, formando la 3ª brigata di "Guerrilleros Españoles", che, dopo essere aumentata consistentemente, divenne, nel maggio 1944, il XV corpo "Guerrilleros Españoles", costituito da varie brigate: la 1° e la 3° nell'Ariège, la 2° nell'Haute-Garonne, la 4° nel Tarn e Garonna, la 9° negli Hautes-Pyrénées, la 35° nel Gers.
Miliziani antifascisti spagnoli, probabilmente aggregati anch'essi alla Legione straniera, furono catturati anche in Libia e finirono in un campo di prigionia nelle vicinanze di Laterina: dopo l'8 settembre del 1943 riuscirono a raggiungere le linee alleate. Coloro che preferirono rimanere nel campo, sperando in una rapida avanzata degli alleati, vennero catturati dall'esercito tedesco, gli altri raggiunsero le bande partigiane dell'Aretino e del Monte Amiata.
Ricordiamo infine che è esistita un'altra meno conosciuta Legione Straniera, quella costituita nella prima metà dell'Ottocento in America latina da Simón Bolívar, temutissima dai dominatori spagnoli.

## L'arruolamento nella legione straniera
Il tentativo da parte degli arruolatori della Legione Straniera di avere seguaci italiani fu costante, fra l'altro molti proseliti raggiungevano la Francia attraverso la Corsica dove la Legione aveva una base importante. Un numero esatto di quanti si arruolarono è impossibile farlo, anche in considerazione delle vicende belliche successive, ma di alcuni esistono testimonianze abbastanza circostanziate. L'arruolamento nella Legione da parte degli antifascisti italiani non è paragonabile a quello dei miliziani antifascisti spagnoli. Nel dopoguerra alcuni ex-partigiani confluirono nella Legione lasciandoci importanti testimonianze sulla fallimentare occupazione dell'Indocina.

### Il ruolo degli italiani
Vi sono testimonianze circostanziate, nonostante il particolare momento storico, caratterizzato dalla guerra e dal rapido susseguirsi di avvenimenti, che possono dare un'idea del modo in cui antifascisti o gruppi di antifascisti italiani entrarono in contatto con la Legione Straniera.
Angelo Rossi dopo esser stato avvicinato, in Corsica, da reclutatori della Legione che a sua detta esercitarono forti pressioni su di lui e su un altro gruppetto di fuoriusciti, a un suo rifiuto, finì col fare il tagliaboschi in condizioni di vita ai limiti della sopravvivenza, nei pressi di Ajaccio
Giovan Battista Frati fu fra i difensori del ponte di Hendaye. La tenace difesa sua e dei compagni del ponte stesso permise a migliaia di profughi spagnoli l'emigrazione in Francia. Con lui si trovavano i compagni Pietro Bertoni e Juan López, René Pasque, Alberto Donati, caduti in combattimento, Stern(nome di battaglia: il tedesco rosso), Remigio Maurovich, Arrigo Gojak, successivamente assassinato dai franchisti. Questi si sacrificarono sul ponte internazionale di Hendaye, consentendo il passaggio di alcune migliaia di civili in Francia. Vengono feriti Arrigo Gojak (che verrà assassinato dai franchisti, il quattro settembre, all'ospedale di Irún), il “tedesco rosso” Stern (che morirà in un nosocomio francese) e lo stesso Frati. Frati ferito verrà curato in un ospedale della Legione straniera a Nizza. Dopo essersi ristabilito provò inutilmente a rientrare in Spagna per riprendere la lotta.
Anche le famiglie Ronci e Conficconi ebbero un parente che si arruolò nella Legione Straniera com'è riportato nella cronistoria de "I Fratelli Giuseppe e Quinto Gaudenzi e Pievequinta". La storia della famiglia Gaudenzi è legata alle vicende della banda partigiana Carlo Pisacane
Dalla storia di un gruppo di antifascisti arruolatisi nella Legione straniera si evince:
Il gruppo arriverà in Francia prima dell'arruolamento proprio tramite la Valle di Var. Tale gruppo faceva parte, presumibilmente, della XIX brigata Garibaldi, Brigata a composizione socialcomunista, originariamente di stanza a Viù.
Il gruppo di Partigiani Legionari raggiunse il forte dopo una faticosissima marcia ben determinata a vender cara la pelle fino all'ultimo uomo, ma non trovò nessuno. I nazisti preferirono una frettolosa fuga, pur avendo il vantaggio della postazione, forse prevedendo che sarebbero stati i Legionari Partigiani a tentar l'assalto. Evidentemente all'epoca la "Lègion ètrangère" era ancora un "mito" che incuteva timore. La conclusione di tale vicenda, fortunatamente incruenta, non accrebbe tuttavia la già leggendaria fama della Legione.

### Ex-partigiani in Indocina
Derino Zecchini, ex partigiano garibaldino e gappista, arruolatosi con un altro gruppetto nella Legione Straniera, forse memore di quale rifugio era stata la Legione durante il regime fascista e la seconda guerra mondiale, nella sua intervista ha dichiarato di rimaner stupito dalle barbarie perpetrate da legionari, per cui si arruolò con i ribelli Viet minh. La sua vicenda è raccontata a viva voce nella presentazione di Asce di guerra. C'è da notare che la campagna di Indocina è stata aspramente criticata sul sito stesso della Legione soprattutto per ciò che riguarda la parte organizzativa e la conduzione militare del conflitto.
Protagonista di un'analoga avventura sarà un ex partigiano, il bolzanino Beniamino Leoni, conosciuto per il suo valore. Internato a Buchenwald conobbe Mafalda di Savoia, riuscì a fuggire e raggiunse i partigiani facenti capo a Giustizia e Libertà. Al termine del conflitto si arruolò nella legione straniera, catturato in Indocina passò con i suoi avversari, combattendo anche a Dien Bien Phu. Una sorte simile toccò a Natale Campigotto.
Va inoltre sottolineato che nell'immediato dopoguerra la Legione Straniera fu rifugio sicuro anche per nazisti e fascisti in fuga, come Giuseppe Bottai che si arruolò verso la fine del conflitto, nell'autunno del 1944, per combattere i tedeschi ma non gli italiani. La sua buona fede è ancora in discussione in quanto Bottai al ritorno in Italia, cancellati i suoi trascorsi di fascista, aveva l'intenzione di ritornare in politica. Persino alcuni reduci fuggiti dal regime stalinista confluirono nella legione straniera, fornendo un prezioso contributo, sia sotto il profilo organizzativo che metodologico, ad alcune azioni militari.
Quanto da noi riportato è descritto nel libro Guerra e pace nel VietNam; il fatto di Dien Bien Fu, uno stato nella foresta, la lunga fatica di Ho Chi Minh, la danza dei bambù di Franco Calamandrei. In tale libro egli dà testimonianza di come nella guerra di Indocina, all'interno della Legione straniera, avessero trovato asilo aguzzini della Gestapo sfuggiti alla cattura.

## Filmografia
- ... E venne il giorno della vendetta
- Per chi suona la campana